# Festiwal Teatrów Studenckich „Start”

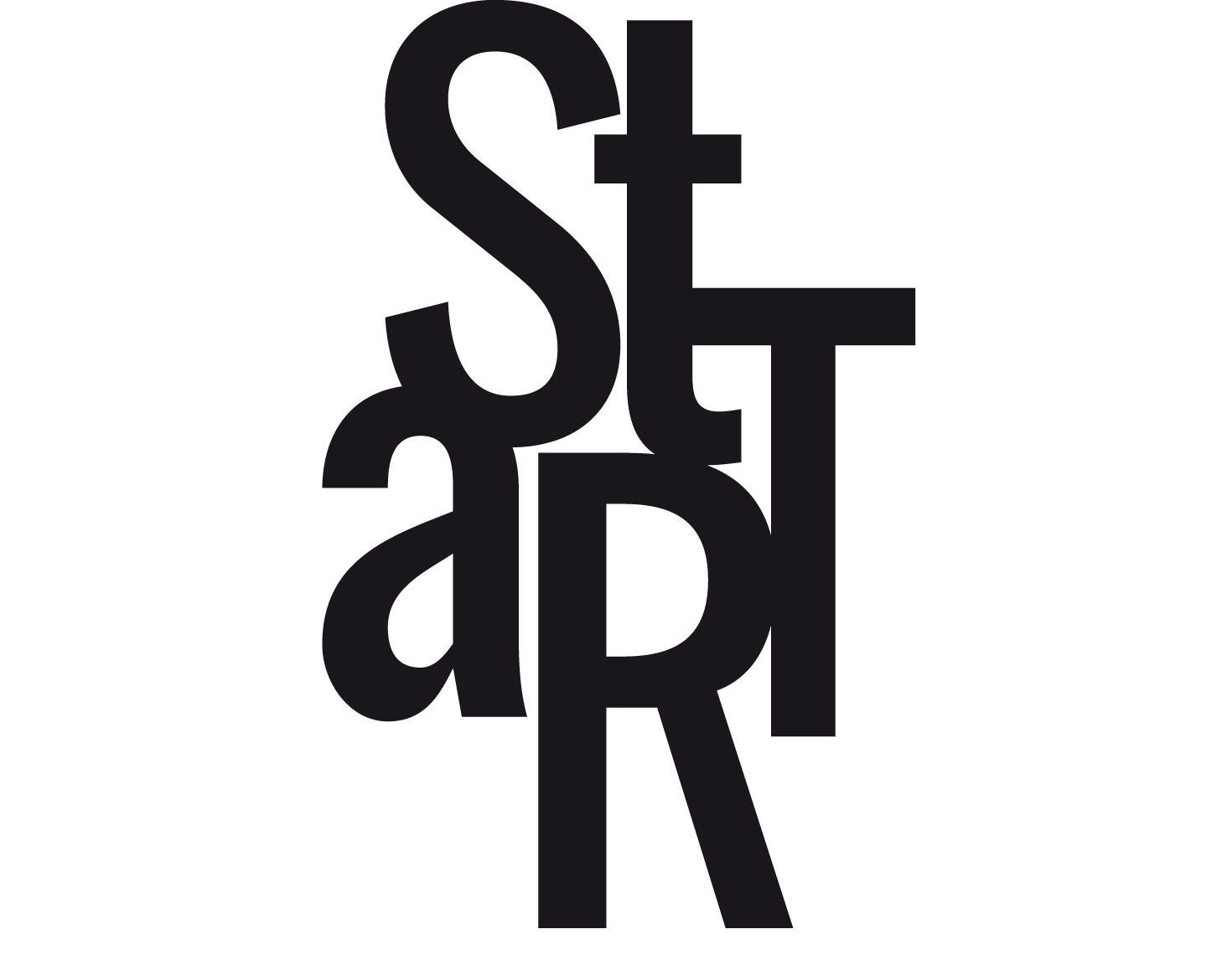
Logo Festiwalu Teatrów Studenckich START

Festiwal Teatrów Studenckich „Start” (zapis stylizowany START) – konkursowy przegląd spektakli teatralnych przygotowanych przez studentów z uczelni nieartystycznych. Wydarzenie ma charakter ogólnopolski i organizowane jest od 2014 roku. Uczestnicy festiwalu mają możliwość zdobycia trzech nagród – Grand Prix, przyznawanej przez jury, Nagrody Publiczności (wyjątkiem jest pierwsza edycja festiwalu, kiedy jury nie przyznawało nagrody), oraz Biletu w Ciemno, przyznawanej przez Dyrektora Artystycznego FTS START (nagroda przyznawana jest od VI Edycji). Bilet w Ciemno przyznaje prawo i możliwość do wzięcia udziału w kolejnej edycji Festiwalu bez konieczności wysyłania zgłoszenia spektaklu i przejścia przez eliminacje prowadzone przez organizatorów.  

## Idea
Koncepcja wydarzenia zaczerpnięta została ze studenckich festiwali teatralnych „Start”, które odbywały się w Polsce w latach 70' i 80' XX wieku. Pierwsze cztery edycje wydarzenia odbyły się w Warszawie. Nadrzędnym celem FTS START jest ukazanie fenomenu teatru studenckiego w perspektywie przeszłej, teraźniejszej i przyszłej, oraz promowanie zanikającego zjawiska kultury studenckiej. Wśród założeń programowych FTS START wyróżnić można trzy płaszczyzny. Pierwszą jest odrodzenie studenckiego ruchu teatralnego poprzez stworzenie platformy dla prezentowania dokonań studenckiego ruchu artystycznego. Drugą stanowi próba uchwycenia tradycji oraz teraźniejszości teatru studenckiego. Ostatnią płaszczyzną jest zbudowanie pola wymiany doświadczeń pomiędzy uznanymi i cenionymi twórcami teatru alternatywnego a współczesną młodzieżą akademicką. Festiwal posiada także istotny komponent edukacyjny. W ramach III edycji w Instytucie Teatralnym im. Zbigniewa Raszewskiego odbyła się konferencja naukowa poświęcona różnym aspektom teatru studenckiego, a wśród gości znaleźli się  m.in. Lech Śliwonik, Jerzy Zoń, Paweł Szkotak, Juliusz Tyszka i Ewa Wójciak.

## Historia

### I Festiwal Teatrów Studenckich START 2014
- Miejsce:  Instytut Teatralny oraz Centrum Sztuki Współczesnej Zamek Ujazdowski;
- Data: 13-16 marca 2014 roku; uczestnicy: Teatr Hybrydy UW, Teatr Polonistyki UW, Koło Naukowe Teatr i Polityka (również z UW), a także Teatr Scena Główna Handlowa;
- Jury: Ewa Wójciak, Jolanta Krukowska oraz Zdzisław Jaskuła.
- Spektakl Mistrzowski – Teczki w wykonaniu Teatru Ósmego Dnia z Poznania.
- Laureaci: nagroda publiczności – Koło Naukowe Teatr i Polityka. Grand Prix – nie przyznawano.

### II Festiwal Teatrów Studenckich START 2015
- Miejsce: Teatr Academia, Warszawa
- Data: 23-26 kwietnia 2015 roku.
- Uczestnicy: Teatr Hybrydy UW, Teatr Polonistyki UW, Teatr Politechniki Warszawskiej, a także Teatr 9 i ½ Uniwersytetu Jagiellońskiego.
- Jury: Roman Woźniak, Lech Raczak oraz Krzysztof Żwirblis.
- Spektakl Mistrzowski – Misterium Buffo w wykonaniu Trzeciego Teatru Lecha Raczaka z Poznania.
- Afterparty.: 3 koncerty studenckich zespołów (Horses on the Wall, Mata Hari i The Lights) oraz Jam Session.
- Nagrody: Grand Prix festiwalu otrzymał Teatr Polonistyki Uniwersytetu Warszawskiego. Laureatem nagrody publiczności został Teatr 9 i ½ Uniwersytetu Jagiellońskiego.

### III Festiwal Teatrów Studenckich START 2016
- Miejsce: Teatr TrzyRzecze oraz Teatr Academia, Warszawa
- Data: 20-24 kwietnia 2016 roku.
- Uczestnicy: Teatr Bakałarz Uniwersytetu Pedagogicznego w Krakowie, Teatr Granda  Uniwersytetu Adama Mickiewicza w Poznaniu, Teatr Hybrydy Uniwersytetu Warszawskiego, Teatr Białe Słonie z Warszawy, Teatr TACKa Uniwersytetu Gdańskiego, Akademicki Teatr Remont Politechniki Śląskiej z Gliwic, Teatr nie ma Uniwersytetu Szczecińskiego oraz Teatr Scena Główna Handlowa SGH.
- Jury: Joanna Pietraszek, Leszek Mądzik oraz Lech Śliwonik.
- Spektakl Mistrzowski – Wot takaja żizń w wykonaniu Teatru Biuro Podróży z Poznania.
- Afterparty:  Slam poetycki, koncert zespołu Päfgens, koncert DJ-a Niesłychany Faffini, koncert Grupy artystycznej La Boheme oraz recital Martyny Dudek. Wszystkie wydarzenia afterparty odbywały się w Prochowni Żoliborz.
- Nagrody: Grand Prix festiwalu otrzymał Akademicki Teatr Remont Politechniki Śląskiej w Gliwicach za spektakl Amok moja dziecinada.  Nagrody publiczności – Scena Główna Handlowa Szkoły Głównej Handlowej w Warszawie za spektakl Miłość na godzinę.

### IV Festiwal Teatrów Studenckich START 2017
- Miejsce: Teatr Soho oraz Teatr  Academia, Warszawa
- Data: 9-12 marca 2017 roku.
- Uczestnicy: Teatr ReForma z Uniwersytetu Łódzkiego, Teatr ITP z Katolickiego Uniwersytetu Lubelskiego, Teatr Politechniki Warszawskiej,  Teatr Studencki Albo albo z Poznania, Teatr Hybrydy  oraz Grupa Banina/Banina-Narybek z Uniwersytetu Warszawskiego, Grupa teatralna Status Quo z Torunia, Teatr Okoliczności z Uniwersytetu Jagiellońskiego
- Jury: Ewa Pytka, Jerzy Lach oraz Paweł Szkotak.
- Spektakl Mistrzowski – "Manifest" w wykonaniu Teatru Realistycznego ze Skierniewic.
- Afterparty: cztery występy – zespołów Wave i Noże, Edyty Gypsy Queen oraz DJ TMTH. Wydarzenia odbywały się w Chmurach i Składzie Butelek.
- Nagrody: Grand Prix Festiwalu otrzymał Teatr Politechniki Warszawskiej za spektakl Lamentacje. Laureatem nagrody publiczności został Teatr Hybrydy Uniwersytetu Warszawskiego za spektakl "List z daleka".

### V Festiwal Teatrów Studenckich START 2018
- Miejsce: Teatr Polski, Teatr Ósmego Dnia, Scena Robocza, Jeżyckie Centrum Kultury; Poznań
- Data: 15-18 marca 2018 roku.
- Uczestnicy: Teatr Poświęcony z Katowic, Teatr Naprzeciwko z Uniwersytetu Warszawskiego, Teatr Nieoetykietkowani z Zabrza,  Grupa Działań Teatralnych Conspexit z Poznania, Teatr Granda Uniwersytet im. Adama Mickiewicza w Poznaniu, Teatr Wyjście Ewakuacyjne z Uniwersytetu Jana Kochanowskiego w Kielcach – filia w Piotrkowie Trybunalskim, Standby Studio z Uniwersytetu Gdańskiego, Teatr Órzko z Uniwersytetu im. Adama Mickiewicza w Poznaniu, Koło Teatralne Politechniki Częstochowskiej Trybik oraz The M.A.S.K. z Bielska Podlaskiego.
- Jury: Joanna Nowak, Marcin Kęszycki oraz Juliusz Tyszka.
- Spektakl Mistrzowski: "Moral Insanity. Tragedia ludzi głupich" w wykonaniu teatru Papahema z Białegostoku.
- Afterparty: Mateusz Ławrynowicz, DJ Bogna Wróż, Damian Bartosiewicz oraz Swiernalis. Wszystkie koncerty miały miejsce w Psie Andaluzyjskim.
- Nagrody: Obie nagrody - Grand Prix jak i Nagrodę Publiczności otrzymał Teatr Granda UAM za spektakl "Umbra".

### VI Festiwal Teatrów Studenckich START 2019
- Miejsce: Kieleckie Centrum Kultury, Teatr im. Stefana Żeromskiego, Kielce
- Data: 3-6 kwietnia 2019 roku.
- Uczestnicy: Teatr Narybek From Poland z Mysłowic, Teatr C112 z Uniwersytetu Jana Kochanowskiego w Kielcach, Teatr Inaczej z Uniwersytetu Warszawskiego, Teatr Imperialny z Uniwersytetu Marii Curie-Skłodowskiej w Lublinie, Teatr Wyjście Ewakuacyjne z Uniwersytetu Jana Kochanowskiego w Kielcach – filia w Piotrkowie Trybunalskim, Teatr Studencki Cezar z Uniwersytetu Warmińsko-Mazurskiego w Olsztynie, Standby Studio z Uniwersytetu Gdańskiego, Teatr NieUGiętych z Uniwersytetu Gdańskiego, Teatr Spotkań Wielu z Uniwersytetu Śląskiego w Katowicach, Teatr Pegaz z Kielc
- Jury: Marek Kantyka, Joanna Kasperek, Jerzy Moszkowicz.
- Spektakl Mistrzowski: "Zrobie co zechce" w wykonaniu Teatru Porywacze Ciał z Poznania.
- After Party: Elżbieta Nagel - recital piosenki aktorskiej pt. "To nic, że to sen", koncert studentów Instytutu Edukacji Muzycznej Uniwersytetu Jana Kochanowskiego w Kielcach, DJ Dabek, Damian Bartosiewicz & Ania Azaryan. Wszystkie koncerty miały miejsce w Garażu.
- Nagrody: Nagrodę Publiczności oraz Grand Prix otrzymał Teatr Inaczej z Uniwersytetu Warszawskiego za spektakl "Dobry wieczór, to my". Po raz pierwszy przyznano ponadto trzecią nagrodę - "Bilet w Ciemno", czyli Nagrodę Dyrektora Artystycznego. Nagrodę otrzymał Teatr Studencki Cezar z Uniwersytetu Warmińsko-Mazurskiego w Olsztynie za spektakl "Face to Face"[2].